# Victor Ocampo
Victor de la Cruz Ocampo (ur. 6 marca 1952 w Angles City, zm. 16 marca 2023) – filipiński duchowny rzymskokatolicki, biskup Gumaca w latach 2015–2023.

## Życiorys
Święcenia kapłańskie przyjął 5 listopada 1977 i został inkardynowany do diecezji Balanga. Pracował głównie jako duszpasterz parafialny, był także m.in. dyrektorem kurialnego wydziału katechetycznego (1978–2002) i komisji liturgicznej (2007–2008), moderatorem Apostolatu Biblijnego (2008–2015) oraz kanclerzem kurii (2008–2015).
12 czerwca 2015 został prekonizowany biskupem Gumaca. Sakry biskupiej udzielił mu 29 sierpnia 2015 ówczesny metropolita Manili, kard. Luis Antonio Tagle.